# Heliophanus crudeni
Heliophanus crudeni là một loài nhện trong họ Salticidae.
Loài này thuộc chi Heliophanus. Heliophanus crudeni được Roger de Lessert miêu tả năm 1925.